# Town of Katherine
Town of Katherine är en kommun i Australien. Den ligger i territoriet Northern Territory, omkring 280 kilometer sydost om territoriets huvudstad Darwin. Antalet invånare var 9 717 vid folkräkningen 2016.